# Giáo hoàng đối lập Eulalius
Giáo hoàng đối lập Eulalius (qua đời năm 423) là một Giáo hoàng đối lập trong khoảng thời gian từ tháng 12 năm 418 cho đến tháng tháng 4 năm 419, mặc dù ông đã được bầu trước Giáo hoàng Boniface I.
Sau khi Giáo hoàng Dôsimô qua đời, cuộc bầu cử Giáo hoàng chia thành hai phe. Phe các phó tế đã bầu tổng phó tế Eulalius kế vị Giáo hoàng Dôsimô vào ngày 27 tháng 12. Nhưng ngày 28, các linh mục lại chọn một trong những người của họ là Boniface. Hai người đã cùng được tấn phong vào ngày 29 tháng 12 và mỗi người phe mình.
Hoàng đế Honorius đã triệu tập một công đồng (Synod) – lần đầu tiên hoàng đế can thiệp vào cuộc bầu chọn Giáo hoàng. Tuy nhiên, hội nghị lần đầu đã không cho kết quả thỏa đáng cho cả hai phe. Hoàng đế đã gửi một chỉ dụ hướng dẫn cả hai người không được vào Roma trước hội nghị lần thứ hai. Honorius đã triệu tập một Thượng hội đồng Giám mục ở Ravenna vào ngày 29 tháng 2 năm 419.
Thực ra, Thượng hội đồng Giám mục vì do dự nên đã để cho hoàng đế quyết định. Vì ông này hình như không vội vàng nên vào dịp lễ Phục Sinh, Eulalius đã mất hết kiên nhẫn và trở lại thành Rôma để thực hiện nghi thức thánh tẩy (baptisms) và mừng ngày lễ Phục sinh. Khi hoàng đế biết điều này, Eulalius đã bị mất vị thế và buộc rời khỏi Roma.
Các đội quân của Honorius lúc đó can thiệp vào để Boniface trở thành Giáo hoàng. Trong khi Eulalius tự an ủi mình với một tòa Giám mục ở Campania (ông qua đời ở đó một cách thầm lặng vào năm 423). 